# Mária Balážová
Mária Balážová (ur. 31 sierpnia 1956 w Trnawie) – słowacka malarka, graficzka, rysowniczka i wykładowczyni.

## Życiorys
Urodziła się 31 sierpnia 1956 roku w Trnawie. W 1976 roku ukończyła szkołę średnią o profilu artystycznym w Bratysławie, gdzie uczyła się w pracowni tkaniny. W latach 1978–1984 studiowała w Wyższej Szkole Sztuk Scenicznych w Bratysławie, w pracowni tkaniny scenicznej u Ludmili Purkyňovej, Jarmili Čihánkovej i Juraja Meliša. Zadebiutowała na wystawie zbiorowej w 1986 roku, a w następnym roku odbyła się jej pierwsza wystawa indywidualna. W 1989 roku dołączyła do grupy artystycznej Klub konkretistov, z którą regularnie wystawiała w kraju i za granicą.
Z początku tworzyła rysunki i grafiki, zajmowała się także tkaniną artystyczną. Od lat 90. zaczęła malować postgeometryczne abstrakcje o złożonej warstwie semantycznej. W jej pracach występuje motyw węża, który symbolizuje życiodajną siłę, ale i wprowadza podtekst płci. Balážová czerpie także inspirację ze swastyki jako ornamentu dalekowschodniego, przetwarzając w różny sposób kształt jej ramion, które bywają zakończone elementem przywodzącym na myśl głowę węża. Inspirację szczególnie widać w jej cyklu malarskim Hadia geometria (pol.: wężowa geometria).
Od 1997 roku wykłada na Wydziale Pedagogicznym Uniwersytetu Trnawskiego, gdzie prowadzi pracownię tkaniny. W 2004 roku habilitowała się w Wyższej Szkole Sztuk Pięknych w Bratysławie. Laureatka nagrody Cena Masarykovej akadémie umění (1995) i wyróżnienia na International Drawing Biennale India (2019).
Mieszka w Trnawie. Jej mężem jest artysta Blažej Baláž.